# Retro Classics

Logo der Retro Classics

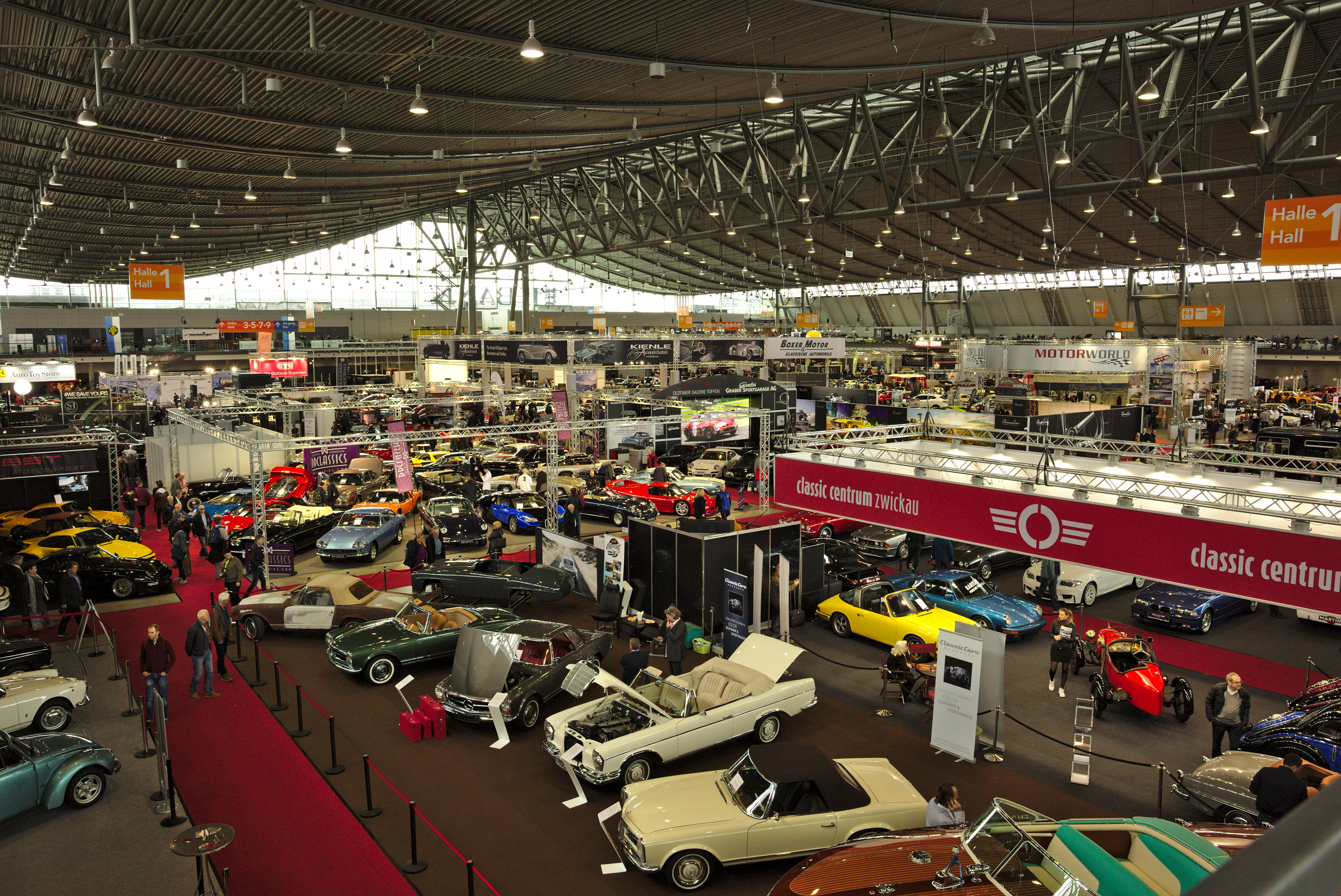
Blick in Halle 1 während der Retro Classics 2018

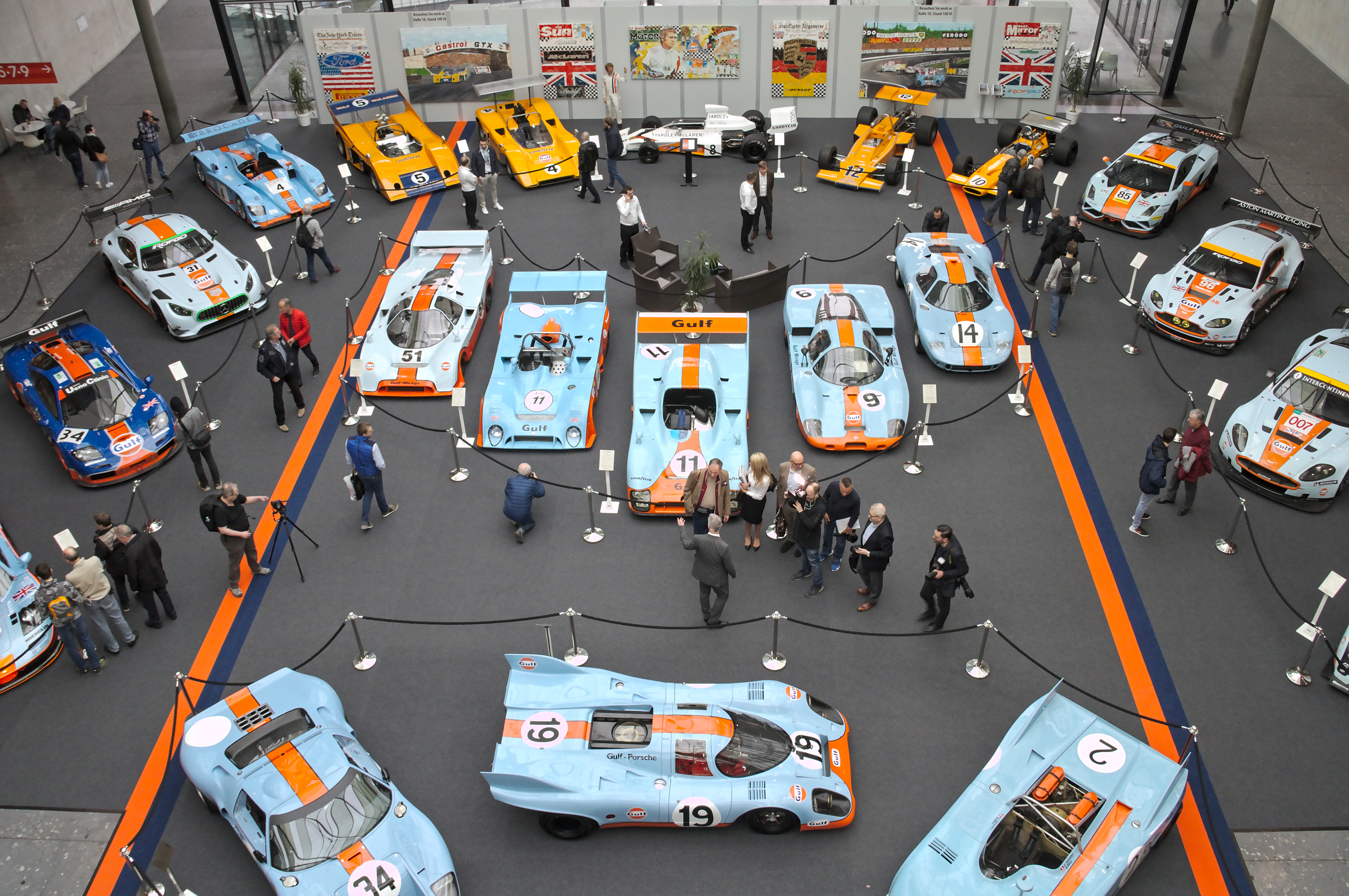
Sonderausstellung 2020: Rofgo Gulf Heritage Collection

Die Automesse Retro Classics in Stuttgart ist mit über 80.000 Messebesuchern und inzwischen mehr als 900 Ausstellern einer der zentralen Treffpunkte der Oldtimerszene in Süddeutschland, die auch viele Schweizer Besucher anzieht. Sie findet seit 2001 jährlich im Frühjahr in der Messe Stuttgart statt. 2023 übergab der Gründer Kai Ulrich Herrmann zu seinem Ruhestand die Verantwortung an den Nürnberger Messeveranstalter AFAG; dieser richtet unter anderem die Consumenta aus.
2009 wurden 2500 historische Fahrzeuge auf zwei und vier Rädern gezeigt, dazu kamen 400 Fahrzeuge auf der Verkaufsbörse. Die Sonderschauen umfassten 2009 „100 Jahre Bugatti“, „100 Jahre Abarth“, 30 Ferraris, historische Traktoren, Landmaschinen und Omnibusse, sowie den Sonderbereich der historischen Feuerwehrautos. Dazu kamen die Youngtimer und Neo Classics (moderne Klassiker).
Neben den europäischen Autoherstellern, die die Messe nutzen, um sich und ihre historischen Fahrzeuge zu präsentieren, zeigen zahlreiche deutsche und internationale Motorradhersteller ihre historischen Zweiräder, so unter anderem auch Harley-Davidson. Hersteller von Ersatzteilen, Werkzeugen und Wartungsprodukten vervollständigen das Spektrum für den Oldtimer-Liebhaber.